# Ambasada Palestyny przy Stolicy Apostolskiej
Ambasada Palestyny przy Stolicy Apostolskiej (ar. سفارة دولة فلسطين لدى حاضرة الفاتيكان) – misja dyplomatyczna Państwa Palestyny przy Stolicy Apostolskiej. Ambasada mieści się w Rzymie.

## Historia
Stolica Apostolska uznała państwowość Palestyny w 2015 za pontyfikatu Franciszka, dwa lata po uznaniu Palestyny za państwo przez ONZ. 16 stycznia 2017 Palestyna otworzyła swoją ambasadę przy Stolicy Apostolskiej. Jednak przedstawiciele Palestyny przy Stolicy Apostolskiej mianowani byli już wcześniej.